# موزه ملی هنرهای زیبا مالت
موزه ملی هنرهای زیبا مالت 
(به مالتی: Mużew Nazzjonali tal-Arti) موزه‌ای در والتا، مالت است که ۷ مه ۱۹۷۴ افتتاح شد و در ۲ اکتبر ۲۰۱۶ تعطیل گشت و قرار است در سال ۲۰۱۸ میلادی با برنامه‌ای جدید دوباره گشایش یابد.در سال ۲۰۱۲ میلادی بالغ بر ۳۰٬۰۰۰ بازدیدکننده در روز از آن دیدن می‌کردند.در این موزه مجموعه‌ای از مبلمان نقره‌ای و مالتی، و همچنین آثاری به طور عمده از سیسیل به نمایش گذاشته شده است. این موزه یک تقویم بسیار فعال نمایشگاه‌های موقت توسط هنرمندان مالتی نیز دارد. موزه دارای بخش عمده‌ای از مجموعه ملی مالت است.